# Opus Dei

Das Siegel des Opus Dei

Das Opus Dei (lat. Werk Gottes), seit 1982 offiziell: Prälatur vom Heiligen Kreuz und Opus Dei (lat. Praelatura Sanctae Crucis et Operis Dei), ist eine römisch-katholische Einrichtung (lat. Institutio), die am 2. Oktober 1928 von dem spanischen Priester Josemaría Escrivá de Balaguer y Albás gegründet wurde. Seit 1982 ist sie kirchenrechtlich eine Personalprälatur, also ein klerikaler Zweckverband, dem Laien und Kleriker gleichermaßen angehören können.
Escrivás Ziel waren die „Heiligung der Arbeit“ und die „Verchristlichung der Gesellschaft“. Seiner Initiative schlossen sich ehelos lebende Männer an. 1930 gab er ihr den Namen Opus Dei. Im selben Jahr rief er die Abteilung für ehelos lebende Frauen ins Leben. 1943 gründete er innerhalb der Männerabteilung die Priesterliche Gesellschaft vom Heiligen Kreuz. Ein Jahr lang war er ihr einziges Mitglied, bis drei weitere Opus-Dei-Mitglieder zu Priestern geweiht wurden. Seit etwa 1950 können dem Opus Dei auch verheiratete Laien angehören.
1941 erkannte der Madrider Erzbischof das Opus Dei als Fromme Vereinigung (Pia Unio) kirchlich an. 1950 wurde es von Papst Pius XII. zu einem Säkularinstitut der katholischen Kirche erhoben und 1982 von Papst Johannes Paul II. durch die Apostolische Konstitution Ut sit zu einer Personalprälatur, die der Kongregation für die Bischöfe unterstand. Es war die bislang einzige Organisation dieser Art. Papst Franziskus entschied im Rahmen der Anfang Juni 2022 in Kraft getretenen Kurienreform Praedicate Evangelium in seinem Motu proprio Ad charisma tuendum vom 14. Juli 2022, dass das Werk nicht mehr der Bischofsbehörde, sondern dem Dikasterium für den Klerus unterstellt ist. Damit verlor der Prälat des Opus Dei den Status eines Bischofs. Dem zuständigen Dikasterium muss er seither jährlich einen Bericht „über den Zustand der Prälatur und die Durchführung ihrer apostolischen Arbeit“ vorlegen, nicht mehr nur alle fünf Jahre.
Die Konstitution beginnt mit der Hoffnung, das Opus Dei werde für die katholische Kirche „ein kraftvolles und wirksames Werkzeug ihres Heilsauftrags für das Leben der Welt“ sein. Laut den seit 1982 geltenden Statuten des Opus Dei (Codex Iuris Particularis Operis Dei) sind „Personen aller Berufe und Klassen der bürgerlichen Gesellschaft, insbesondere diejenigen, die man Intellektuelle nennt“, die Zielgruppen der Organisation. 2022 hatte sie 95,625 Mitglieder, darunter 2115 Priester und höhere kirchliche Würdenträger, in 70 Ländern. Ihre Zentrale ist die Villa Tevere in Rom.

## Geschichte

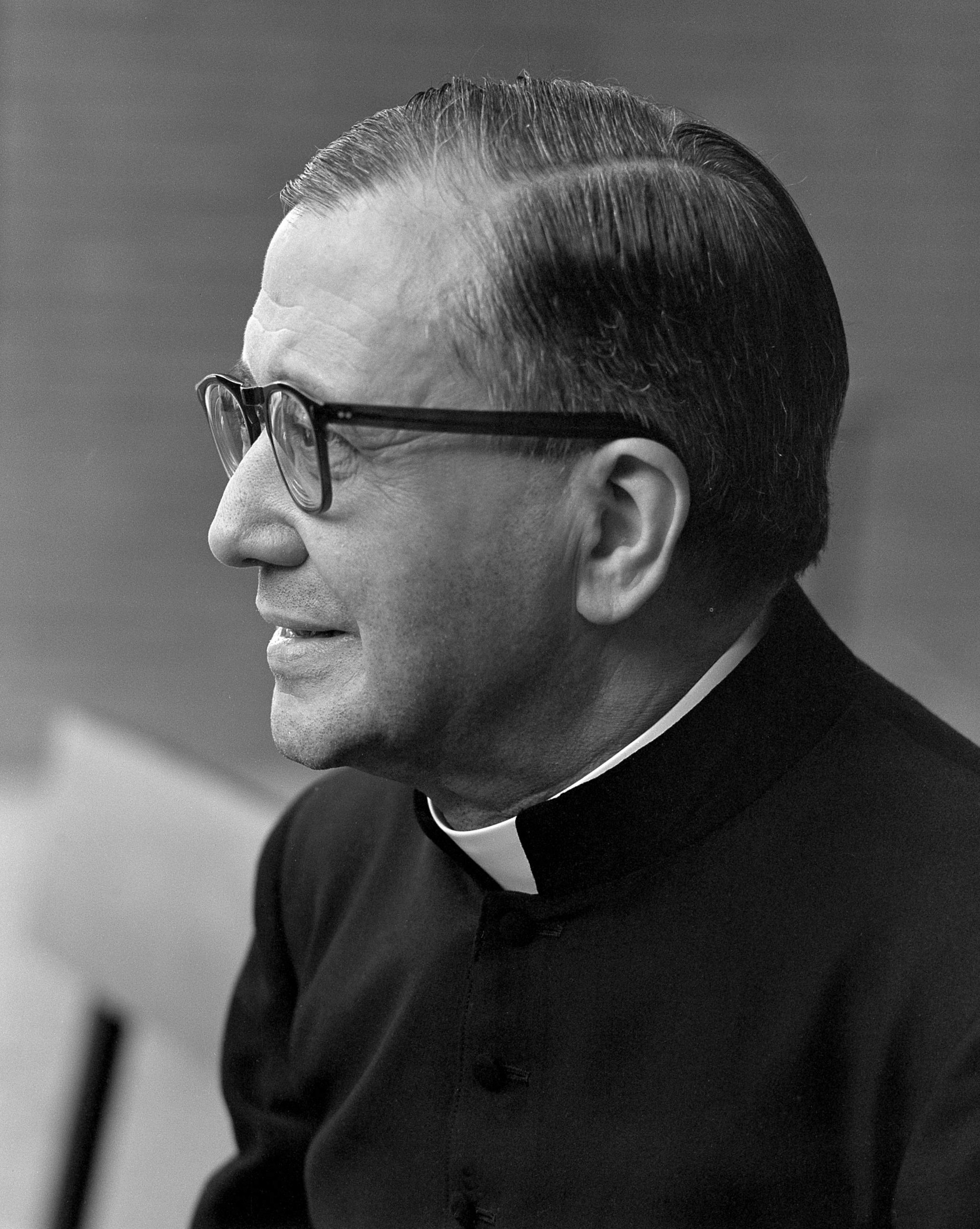
Josemaría Escrivá de Balaguer y Albás, Gründer des Opus Dei

Ende der 1920er Jahre bis 1931 lebte Escrivá wie zwölf Priester preisgünstig in einem Madrider Priesterwohnheim der Ordensgemeinschaft „Apostolische Damen vom Heiligsten Herzen Jesu“ (Damas Apostólicas), die sich mit Schulen, Suppenküchen und Pflege um Arme und Kranke kümmerte. Als ihr Hauskaplan kam er mit Menschen in den ärmeren Vierteln Madrids in Kontakt. Die kirchenfeindlichen Einstellungen bei den Unterprivilegierten, aber auch an der Universität, an der er Prüfungen ablegte, bedrückten ihn. Er gründete das Opus Dei. Sein Hauptanliegen war es, der katholischen Kirche wieder eine zentrale Rolle in der Gesellschaft zu sichern. Er schrieb an einflussreiche Freunde und fragte sie, ob sie geeignete männliche Kandidaten, speziell unter Studenten, für seine neue Organisation kennen. Außerdem wirkte er eindringlich auf die Aristokratie ein. In seelsorgerischer Hinsicht zielte seine Arbeit darauf ab, den katholischen Glauben junger Menschen zu festigen und den Alltag als einen Weg zu Gott zu begreifen.
1934 veröffentlichte Escrivá de Balaguer seine erste Schrift Consideraciones Espirituales. Mit dem Ende des Spanischen Bürgerkrieges entstand daraus die Aphorismensammlung Camino, die 999 Maximen enthält und als geistlich-lebenspraktischer Leitfaden für Mitglieder, katholische Mitarbeiter und Freunde des Opus Dei betrachtet wird. Das Büchlein ist durch die Zeit des spanischen Faschismus geprägt. Die deutsche Übersetzung kam 1957 unter dem Titel Der Weg im Adamas-Verlag (Köln) auf den Markt. 1962 folgte die zweite Auflage. Seit der dritten deutschen Ausgabe ist der Text des Wegs gegenüber den wörtlichen Übersetzungen der beiden ersten Ausgaben teilweise stark abgeschwächt, während die weiteren Ausgaben des spanischen Camino unverändert herauskamen.
Als im Spanischen Bürgerkrieg im republikanischen Teil des Landes Kirchen zerstört sowie Priester und Ordensangehörige verfolgt wurden, war Escrivá 1937 in den von General Franco besetzten Teil Spaniens geflohen. Die Erfahrungen des Bürgerkrieges hätten ihn und das Opus Dei entscheidend geprägt, berichtete der englische Priester Vladimir Felzmann, der aus Tschechien stammte und 1982 das Opus Dei verlassen hatte, 1984 im Westdeutschen Rundfunk (WDR). Escrivá hatte ihn 1965 gebeten, sein Buch Camino ins Tschechische, die Sprache in einem „kommunistischen Ostblockstaat“, zu übersetzen. In einem Gespräch mit ihm habe er Ende der 1960er Jahre Hitler teilweise entschuldigt und sogar den Holocaust verharmlost, weil Hitler im spanischen Bürgerkrieg zugunsten Francos eingegriffen und so geholfen habe, Spanien vor dem Kommunismus und für das Christentum zu retten. Für ihn habe es nicht „Hitler gegen die Juden, Hitler gegen die Slawen“, sondern „Hitler gegen den Kommunismus“ geheißen. Sprecher des Opus Dei wiesen Felzmanns Aussagen zurück, da sie es „nicht für plausibel“ halten, dass Escrivá sich so geäußert habe. Bereits „anfangs der vierziger Jahre“ hielt Escrivá „un curso de retiro“ (katholische „Besinnungstage“) für das Ehepaar Franco. 1946 gab er ihm erneut „Jahresexerzitien“. Für 1953 und 1962 sind weitere Treffen zwischen Escrivá und Franco belegt. Seit den 1950er Jahren wurde das Opus Dei eine wichtige Stütze des politischen Systems des Franquismus, wobei es die nationalistische Falange verdrängte. 1957 wurden drei Opus-Dei-Mitglieder zu Ministern in Francos Regierung ernannt, 1962 kam ein weiterer hinzu (vgl. auch Liste bekannter Opus-Dei-Mitglieder). In den letzten Regierungsjahren Francos sollen zehn der 19 Kabinettsmitglieder dem Opus Dei angehört haben. Als Mitglieder der Organisation sind für die Franco-Ära jedoch nur die vier genannten sicher nachgewiesen.
Escrivá selbst enthielt sich direkter politischer Einflussnahme. Ihm wird jedoch vorgeworfen, ein Bewunderer Francos gewesen zu sein und in seinem Werk Der Weg eine Nähe zum Faschismus zu zeigen. Ähnlich der Situation in anderen Staaten Europas stand der spanische Katholizismus damals autoritären Regierungsformen nicht ablehnend gegenüber. Zwar forderte Escrivá, dass alle Mitglieder nach bestem Wissen und Gewissen im christlichen Sinn frei handeln sollen. Aber andererseits erwartete er von seinen Gefolgsleuten „blinden Gehorsam“; denn „in einem Werke Gottes muß dies der Geist sein: daß man gehorcht oder geht“. Der Gehorsam erstreckt sich auch auf apostolische Initiativen des Opus Dei, die politische bzw. gesellschaftspolitische Inhalte haben können.
1945 begann das Opus Dei mit der Arbeit in Portugal. Ein Jahr später verlegte Escrivá den Zentralsitz seines Werkes von Madrid nach Rom, in das Zentrum der katholischen Kirche. Dort startete die Organisation ihre weltweite Ausbreitung, zunächst in den spanisch wie katholisch geprägten Ländern Mexiko, Argentinien, Chile, Venezuela, Kolumbien, Peru und Ecuador. 1950 ermöglichte sie als erste Einrichtung der katholischen Kirche auch Angehörigen anderer Konfessionen die Mitarbeit (s. unten). 1952 begann das Opus Dei die Arbeit in der Bundesrepublik Deutschland.
Die spanischen Mitglieder ließen sich in der damaligen Bundeshauptstadt Bonn, das zum Erzbistum Köln gehört, nieder. Den deutschen Sitz des Säkularinstituts Opus Dei legten sie in die Domstadt. In Bonn gründeten sie im Juli 1953 die Studentische Kulturgemeinschaft e. V., den korporativen Dachverband des Opus Dei in Deutschland. Ihr erster Vorsitzender wurde der spätere CDU-Bundestagsabgeordnete Alois Mertes. Er wusste nicht, dass die Kulturgemeinschaft etwas mit dem Opus Dei zu tun hatte und legte, als er es erfuhr, bereits im November 1953 sein Amt nieder. 1959 wurde in Köln der Deutsch-Internationale Kulturverein e. V., der weibliche korporative Dachverband des deutschen Opus Dei unter Aufsicht eines fünfköpfigen männlichen Kuratoriums, gegründet.
1956 wurden das Opus Dei in der Schweiz und 1961 seine korporative Kulturgemeinschaft (Société Culturelle und Societá Culturale) Arbor mit Sitz in Zürich ins Leben gerufen. 1957 folgten das Opus Dei in Österreich und 1958 seine Österreichische Kulturgemeinschaft mit Sitz in Wien.

### Personalprälatur Opus Dei
Papst Johannes Paul II. hat Opus Dei zur Personalprälatur erhoben. Am 28. November 1982 wurde von ihm die lateinischen „Codex Iuris Particularis Operis Dei“ (Statuten) in Kraft gesetzt, der die „Konstitutionen“ ablöste. Sie wurden auf die Personalprälatur hin umgearbeitet und bilden den Grundbestand der Statuten. In der Zeit ihrer Geltung wurden sie geheim gehalten und erst 1986 im Wortlaut veröffentlicht.
Papst Franziskus hat die Prälatur herabgestuft und ab 2022 dem Dikasterium für den Klerus im Vatikan unterstellt und die Überarbeitung der Statuten angeordnet. Ihr Leiter erhält künftig keine Bischofsweihe mehr. Auch darf Opus Dei seine Arbeit in den Diözesen nicht mehr ohne die Zustimmung des dortigen Bischofs aufnehmen. Damit will der Papst der Gefahr einer institutionellen Verkrustung durch Hierarchien entgegenwirken und die „charismatische[n] Dimension“ des Opus Dei betonen.
Mit einem am 8. August 2023 unterzeichneten Motu proprio hat Papst Franziskus festgelegt, dass Personalprälaturen den öffentlichen Vereinigungen päpstlichen Rechts zugeordnet sind, ausgestattet mit der Befugnis, Kleriker zu inkardinieren. Damit regelte er die Rechtsstellung von Personalprälaturen, die das Opus Dei als einzige Personalprälatur unmittelbar betrifft.

## Organisation und Regelwerk

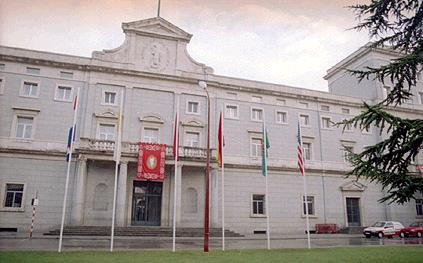
Universität Navarra in Pamplona

Die Organisation der Personalprälatur und die Grundsätze, nach denen das Opus Dei und seine Mitglieder arbeiten, sind in dem vatikanischen und dem internen Regelwerk des Opus Dei festgelegt. Für das Säkularinstitut Opus Dei galten die lateinischen „Constitutiones“ (deutsch: „Konstitutionen“). Entsprechend dem römisch-katholischen Kirchenrecht haben die Personalprälaturen jeweils eigene „Statuten“.
Außerdem brachte der erste Prälat (Leiter) der Personalprälatur Opus Dei, Álvaro del Portillo, zwischen 1985 und 1990 intern sieben umfangreiche Broschüren mit Vorschriften und Normen heraus, die sich auf den Gründer Escrivá zurückführen und das Leben der Mitglieder bestimmen. Fünf davon sind auf Spanisch verfasst, die beiden wichtigsten auf Latein: 1. „De Spiritu et de piis servandis Consuetudinibus, 9-IV–1990, Romae“ (deutsch: Über den Geist und die Frommen Gewohnheiten). Diese Schrift enthält weitgehend zwei Kapitel aus den Konstitutionen, die ebenfalls auf die Prälatur hin ergänzt und umgearbeitet wurden. 2. „Regulae internae pro Administrationibus, Romae MCMLXXXV“ (deutsch: Regeln für die Verwaltung). Die Einrichtungen und Tätigkeiten der Frauen werden im Opus Dei Administratio („Verwaltung“) genannt. Escrivá schrieb: „Die Frauen brauchen nicht gelehrt zu sein, es genügt, dass sie klug sind.“ Das lateinische Reglement für die Frauenabteilung hat er selber entwickelt. Unter del Portillo wurde es unverändert in der sechsten Auflage nachgedruckt. Die internen von ihm verfügten Bestimmungen in den sieben Broschüren sind seit 1992 und 1995 gegen den Willen des Opus Dei auszugsweise und in deutscher Übersetzung an die Öffentlichkeit gebracht worden.
Das Regelwerk des Opus Dei gibt Auskunft über die Hierarchie und das Leben der einzelnen Mitgliedergruppen – von der Struktur der Organisation und Unterweisung der Laienmitglieder durch die Priester, der Rolle der Frauen, der Anwendung der Bußinstrumente (Geißel) und Bücherzensur bis hin zur Kapitalbildung durch Mitglieder und zur Gründung von Stiftungen.

### Mitgliederstruktur
Sie ist in den Statuten dargestellt. Das Opus Dei ist in zwei Abteilungen gegliedert, eine für Männer, eine für Frauen. Die Frauenabteilung ist „streng“ von der Männerabteilung „abgesondert“. Der Klerus des Opus Dei gehört der männlichen Abteilung an und bildet auch die oberste Leitungsgruppe („Numerarier“, s. unten) der Priesterlichen Gesellschaft vom Heiligen Kreuz. Ihr können Priester und Seminaristen der Diözesen beitreten, ohne Mitglieder des Opus Dei zu werden. Während der Klerus der Prälatur dem Prälaten in geistlicher wie institutioneller Weise untergeordnet ist und ihr voll angehört, unterstehen die Laien in institutioneller Hinsicht dem Ortsbischof. Unter der Jurisdiktion des Prälaten befinden sie sich hinsichtlich all dessen, was die Erfüllung ihrer besonderen asketischen, bildungsmäßigen und apostolischen Verpflichtungen anbelangt, die sie freiwillig mittels der Bindung übernommen haben, sich dem Ziel der Prälatur zu widmen.

#### Aufnahme
Die Aufnahme in das Opus Dei vollzieht sich in drei Stufen. Frühestens mit sechzehneinhalb Jahren richtet der Bewerber einen eingeschriebenen Brief an den Prälaten des Opus Dei und bittet um die Aufnahme mit 17 Jahren. Dabei gibt er an, welcher Mitgliedergruppe er angehören möchte. Der Leiter eines Landes bzw. Region (Regionalvikar) nimmt die einfache Zulassung (Admissio) vor. Nach einem Jahr erfolgt die vorläufige Eingliederung (Oblatio) und nach fünf Jahren die endgültige Eingliederung (Fidelitas), die vom Prälaten des Opus Dei bestätigt werden muss. Bei der vorläufigen und der endgültigen Eingliederung übernehmen die Prälatur und der Kandidat vor zwei Zeugen in einer förmlichen Erklärung, die vom Opus Dei als „Vertrag“ eingestuft wird, gegenseitige Rechte und Pflichten.
Als die Konstitutionen (1950–1982) galten, konnten Jugendliche mit 15 Jahren Mitglied werden. Analog zum Katholischen Kirchenrecht (CIC) ist das nicht mehr möglich. Jetzt schreiben vierzehneinhalbjährige Opus-Dei-Kandidaten an den zuständigen Regionalvikar und bitten, mit 17 Jahren in das Opus Dei aufgenommen zu werden. Als fünfzehnjährige „Aspiranten“ werden sie dann wie zur Zeit der ehemaligen kirchenrechtlichen Regelung in das Innenleben der angestrebten, in der Regel zölibatären, Mitgliedergruppe eingeführt. Die Angliederung Jugendlicher an die Organisation und ihre Bindung an die Ehelosigkeit hat international zu Konflikten geführt, zumal ihnen gelegentlich von Opus-Dei-Leitern nahegelegt wurde, ihren Schritt gegenüber ihren Eltern zu verheimlichen.

#### Arten der Mitgliedschaft
Die Statuten unterscheiden in beiden Abteilungen drei Arten von Mitgliedern: Numerarier, Assoziierte und Supernumerarier.
Die männlichen Numerarier haben zwei Gruppen: 1. Kleriker der Personalprälatur (einschließlich Seminaristen als Aspiranten), 2. Laienmitglieder.
Die Numerarierinnen, die Laienmitglieder sind, bestehen ebenfalls aus zwei Gruppen: 1. „Numerariae“ (= Numerarierinnen) und 2. „Numerariae Auxiliares“ (= Numerarierinnen-Hilfskräfte), die seit einiger Zeit im deutschsprachigen Opus Dei als „Auxiliarnumerarierinnen“ bezeichnet werden.
Die Namen der klerikalen Numerarier, soweit sie Kardinäle, Bischöfe und päpstliche Ehrenprälaten sind, stehen im Päpstlichen Jahrbuch. Zudem werden die Namen der Priester in jenen Diözesen, in denen die Personalprälatur offiziell ein Zentrum errichtet hat, in der Regel in den Schematismen (Personalverzeichnissen) der jeweiligen Diözese genannt. Da die Laienmitglieder des Opus Dei ihre Mitgliedschaft jedoch nach außen nicht offenbaren sollen – ausgenommen einige Mitglieder der Zentralleitung und örtliche Direktoren  –, lassen sich die prozentualen Anteile der einzelnen Gruppen im Opus Dei von außen nur schätzen.
In den Statuten des Opus Dei werden auch die Mitarbeiter (s. unten) unter den „Gläubigen der Prälatur“ aufgeführt, obwohl sie keine Mitglieder des Opus Dei sind.

##### Numerarier
Die Numerarier sind die wichtigste Mitgliedergruppe im Opus Dei. Die Bezeichnung Numerarier leitet sich vom spanischen „Miembro numerario“ (zählbares, ordentliches Mitglied) ab. Numerarier sind zölibatär lebende männliche und weibliche Mitglieder, die meist in den Zentren oder in korporativen Einrichtungen des Opus Dei „mit größtmöglicher persönlicher Verfügbarkeit“ leben. Es handelt sich fast ausnahmslos um Akademiker, die nach Möglichkeit auch einen akademischen Titel tragen sollen. Alle Numerarier, ausgenommen die Hilfsnumerarierinnen, müssen außerdem ein zweijähriges Studium der Philosophie und ein vierjähriges der Theologie absolvieren, wie es den Studien an den päpstlichen Universitäten entspricht. Personen, die an einer chronischen Krankheit leiden, können nicht als Numerarier in das Opus Dei aufgenommen werden, im Gegensatz zu Assoziierten und Supernumerariern. Die Aufgabe der Numerarier besteht innerhalb des Opus Dei in der Übernahme von Leitungsaufgaben und in der Ausbildung der Mitglieder. Laien unter ihnen sind teilweise auch in bürgerlichen Berufen zum Beispiel als Ärzte, Hochschullehrer und Banker tätig, während Kleriker, die grundsätzlich im Opus Dei Seelsorge leisten sollen, teilweise Aufgaben in Diözesen als Priester, Bischöfe und Kardinäle sowie in der vatikanischen Kurie übernehmen. Beim Eintritt in das Opus Dei überschreiben die Numerarier ihr Erbe testamentarisch an die Organisation. Dies wird „christliche Loslösung“ genannt. Auch mögliche Einkünfte im Berufsleben fließen bis auf ein Taschengeld an das Opus Dei.

###### Numerarier-Priester und Diözesankleriker
Vom Prälaten des Opus Dei ausgewählte Numerarier der männlichen Abteilung, selten ebenfalls zölibatär lebende Assoziierte (s.unten), nehmen frühestens im Alter von 25 Jahren ein Theologiestudium an der römischen Universität des Opus Dei, der Pontificia Università della Santa Croce, auf und werden nach Abschluss zum Priester geweiht. Sie sollen den Doktorgrad in einer theologischen Fachrichtung besitzen und für seelsorgliche Aufgaben im Opus Dei zur Verfügung stehen. Leiter der Priesterlichen Gesellschaft vom Heiligen Kreuz, der sie dann angehören, ist der Prälat des Opus Dei. Die Regeln der Priestergesellschaft stehen in den Statuten des Opus Dei. Die Diözesankleriker, die sich ihr anschließen, ohne Mitglieder des Opus Dei zu werden, beantragen ihre Mitgliedschaft durch einen eingeschriebenen Brief beim Prälaten des Opus Dei, dem Generaloberen (lat. Praeses Generalis) der Priestergesellschaft. Teilweise werden auch sie an der römischen Universität des Opus Dei ausgebildet. In den Diözesen sind sie in Kreisen organisiert und bestimmten Zentren zugeordnet. Im Gegensatz zu den Namen der Priester unter den Numerariern wird die Mitgliedschaft der Priester, Bischöfe und womöglich auch Kardinäle, die sich über die Priestergesellschaft dem Opus Dei angeschlossen haben, im Päpstlichen Jahrbuch (Annuario Pontificio) und in den Schematismen der Bistümer nicht veröffentlicht.

###### Hilfsnumerarierinnen
Die Hilfsnumerarierinnen bzw. Auxiliarnumerarierinnen, die zur Mitgliedergruppe der Numerarierinnen gehören, leisten lediglich manuelle Arbeiten oder häusliche Pflichten wie Kochen und Reinigen in den Einrichtungen des Opus, deren Zahl 2019 weltweit 1,980 betrug. Sie können eine hauswirtschaftliche Ausbildung in entsprechenden Einrichtungen der Organisation erhalten. Einigen Autoren zufolge haben sie schlechtere Aufstiegschancen innerhalb des Werkes.
Der Anteil der Numerarier beträgt etwa 20 Prozent. Schätzzahlen für die Numerariergruppen: Kleriker 2,5–3 v. H., männliche Laien 10 v. H., Numerarierinnen 3 v. H., Numerarierinnen-Hilfskräfte 6 v. H.

##### Assoziierte
Assoziierte Mitglieder in beiden Abteilungen sind ausschließlich Laien, die wie die Numerarier ein „Leben im apostolischen Zölibat“ führen, jedoch aufgrund beruflicher oder familiärer Verpflichtungen außerhalb der Häuser des Opus Dei leben. In der Regel haben sie keine höhere wissenschaftliche Ausbildung. Sie „nehmen alle Aufgaben und Verpflichtungen wie die Numerarier auf sich“. Die Anzahl der männlichen Assoziierten wird auf 15 v. H., die der weiblichen auf 10 v. H. geschätzt.

##### Supernumerarier
| Dieser Artikel behandelt Supernumerarier als Mitglieder des Opus Dei. Für die Begriffe „supernumerare Droste“ und „supernumerare Amtmänner“ siehe Amtmann. |

Supernumerarier (Überzählige, Hinzugekommene) nehmen wie Numerarier und Assoziierte am Auftrag und an den Aufgaben des Opus Dei teil, leben jedoch – wie die Assoziierten – aufgrund der beruflichen und familiären Verpflichtungen im eigenen Haus. Im Gegensatz zu Numerariern und Assoziierten können sie heiraten oder sind verheiratet. Jedoch: „Soweit sie Männer sind, beachten sie dieselben Lebensregeln wie Numerarier und Assoziierte.“ Ein Bewerber, der Numerarier oder Assoziierter werden möchte, wird zunächst als Supernumerarier zugelassen. Wenn jemand sich als Numerarier oder Assoziierter als ungeeignet erweisen sollte, kann er Supernumerarier werden. Der Anteil der Supernumerarier wird auf 30 bis 35 v. H. und der Anteil der Supernumerarierinnen auf 20 bis 25 v. H. geschätzt.

#### Ausscheiden
Ein Mitglied, das die Organisation verlassen will, benötigt die Genehmigung des Opus-Dei-Prälaten. Ehemalige Mitglieder berichten von teilweise starkem Druck, der auf sie ausgeübt worden sei, um den Austritt zu verhindern. Außerdem kann ein Mitglied ausgeschlossen werden, wobei ihm zunächst der freiwillige Austritt nahegelegt werden soll. Nach dem Austritt bzw. Ausschluss kann ein Mitglied für geleistete Arbeit bzw. finanzielle Zuwendungen keine Ansprüche an die Personalprälatur geltend machen.

#### Mitarbeiter
Die Mitarbeiter des Opus Dei werden in den Statuten wie die drei Mitgliedergruppen unter dem Titel „Gläubige der Prälatur“ erfasst. Sie sollen durch „Gebet, Spenden und ihre Arbeit an den Aufgaben des Opus Dei teilnehmen“. Auch Angehörige anderer Konfessionen und Religionen können solche „Mitarbeiter“ werden. Laut den Statuten sollen Mitarbeiter, „die sich nicht zur katholischen Wahrheit bekennen und die dennoch das Opus Dei durch eigene Arbeit oder Spenden unterstützen“, von den „Gläubigen der Prälatur“ auf „sanfte, aber wirksame Weise zur christlichen Gesinnung hingeführt“ werden. Entsprechend der Satzung des „Opus Dei e. V.“, der von der Leitung des deutschen Opus Dei gegründet wurde, leisten die Mitarbeiter „jährlich“ einen „Geldbeitrag zur Unterstützung der korporativen Werke“ des Opus Dei. Auch Verstorbene können als Mitarbeiter aufgenommen werden, wenn „in ihrem Namen ein Almosen für die Zwecke der Prälatur gegeben wird“. Zahlreiche Mitarbeiter des Opus Dei sind in einer Organisation zusammengeschlossen. 2005 betrug die Anzahl der Mitarbeiter weltweit 164.000.

### Priestergesellschaft vom Heiligen Kreuz
Die Priestergesellschaft vom Heiligen Kreuz ist eine mit dem Opus Dei gemäß seinen Statuten verbundene Klerikervereinigung, die zurzeit etwa 4.000 Mitglieder hat, etwa die Hälfte davon als Opus Dei-Mitglieder. Sie wurde am 8. Dezember 1943 vom Bischof von Madrid errichtet und trägt dasselbe Siegel wie das Opus Dei. Ihr gehören von Amts wegen alle Priester des Opus Dei als Numerarier an und außerdem Diözesanpriester und Diakone, die dies wünschen, als Assoziierte und Supernumerarier. Sie beantragen ihre Mitgliedschaft durch einen eingeschriebenen Brief beim Prälaten des Opus Dei, der auch der Generalobere (lat. Praeses Generalis) der Priestergesellschaft ist.

### Leitung
Das Opus Dei versteht sich als eine „Lebensgemeinschaft“ und zugleich als eine „Miliz“. Escrivás Nachfolger, Bischof Álvaro del Portillo, nannte das Opus Dei die „Generalmobilmachung der Laien“ in der katholischen Kirche. Entsprechend sind Aufbau und Aufgabenverteilung organisiert.

“Institutum nostrum familia quidem est, sed est praeterea militia. Familia, quin incommoda ferat carnalis affectionis: militia vero, ad contendendum aptissima vi severioris disciplinae.”

„Unsere Einrichtung ist zwar eine Lebensgemeinschaft, aber darüber hinaus auch eine Kampfgemeinschaft – eine Lebensgemeinschaft, die nicht den Übeln fleischlicher Leidenschaft unterworfen ist, eine Kampfgemeinschaft jedoch, die vermöge ihrer strengeren Zucht zur Auseinandersetzung bestens gewappnet ist.“

#### Zentrale
An der Spitze der Organisation steht der Prälat des Opus Dei. Laut den Opus-Dei-Statuten wird er vom Generalkongress der Männerabteilung, der als Wahlkongress einberufen wird, auf Lebenszeit gewählt und vom Papst ernannt. Bei seiner Wahl muss er ein mindestens 40 Jahre alter Numerarier-Priester und in der katholischen Theologie promoviert worden sein. Die Kongressmitglieder, die auf Lebenszeit berufen worden sind, dürfen nicht jünger als 32 Jahre sein. Die acht Numerarierinnen des „Zentralen Beirates für die weibliche Abteilung“, der seit einiger Zeit vom deutschsprachigen Opus Dei als das „Zentralassessorat“ des Opus Dei etikettiert wird, leiten dem Kongress Wahlvorschläge zu.

Zur Unterstützung des Prälaten (lat. „ad Praelatum adiuvandum“) bei der Leitung des Opus Dei ist der Generalrat eingerichtet. Seine männlichen zölibatären Mitglieder werden aus den weltweiten Regionen des Opus Dei entsandt. Zu seinen Entscheidungen, die er für die Gesamtorganisation treffen kann, müssen fünf Mitglieder anwesend sein. Die im römischen Zentralsitz ansässige und stets einsatzbereite „Ständige Kommission des Generalrates“, die aus fünf Priestern besteht, kann zu Entscheidungen, bei denen es nicht unmittelbar um Angelegenheiten der Priesterschaft geht, einen zölibatären Laien aus dem männlichen Generalrat hinzuziehen. Der achtköpfige Zentrale Beirat leitet mit drei Priestern die weibliche Abteilung. Ihr Generalkongress kann nur Angelegenheiten der Frauen verhandeln, jedoch nicht, wie der Generalkongress der Männer, Wahlen für leitende Ämter der Gesamtorganisation durchführen.

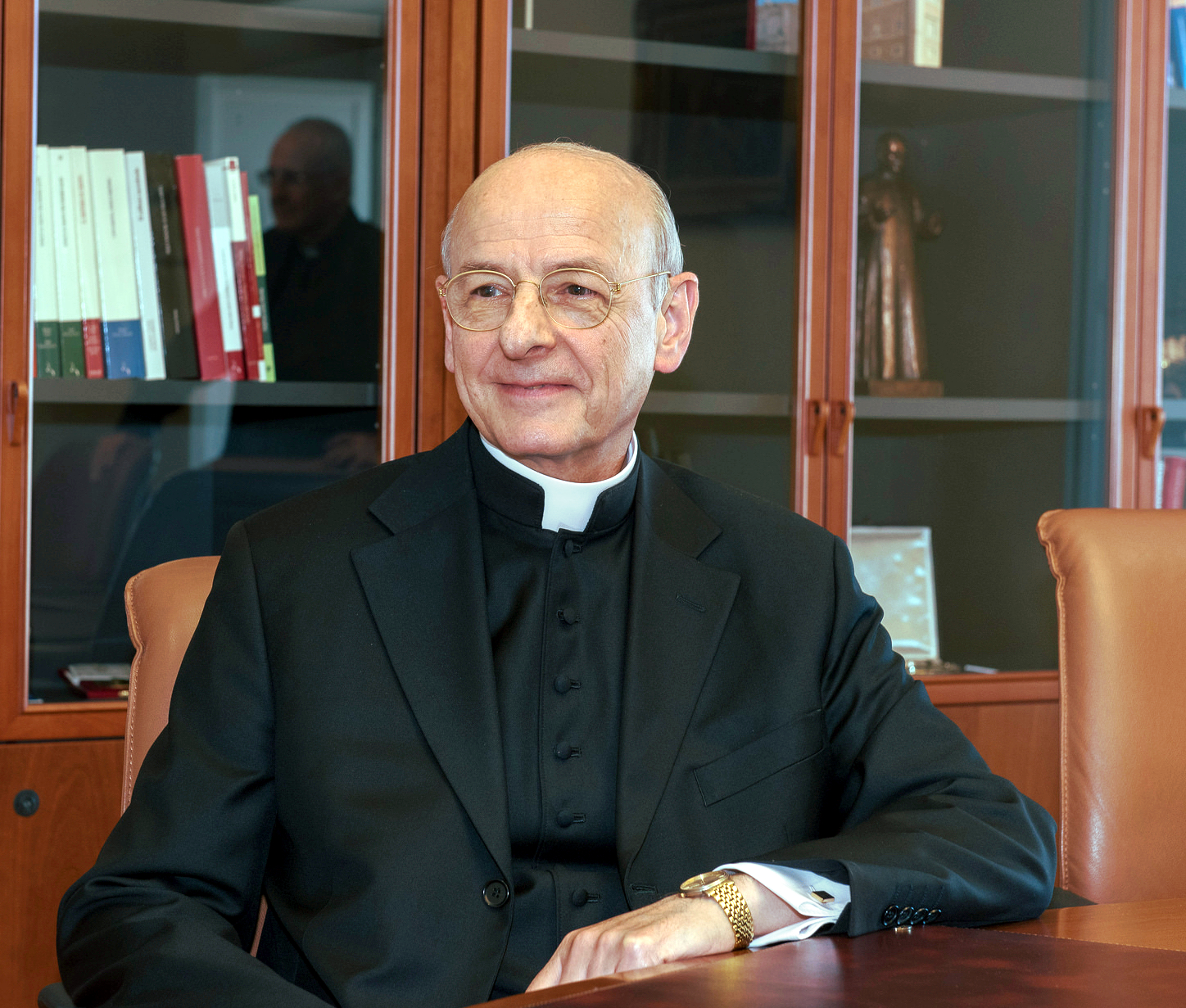
Fernando Ocáriz Braña, Prälat des Opus Dei seit 2017

Bisherige Leiter des Opus Dei bzw. Prälaten der Personalprälatur vom Hl. Kreuz und Opus Dei:
- Josemaría Escrivá de Balaguer y Albás, Leiter 1928–1975. Seliggesprochen am 17. Mai 1992, heiliggesprochen am 6. Oktober 2002.
- Álvaro del Portillo y Diez de Sollano, Leiter 1975–1982, Prälat 1982–1994. Seliggesprochen am 27. September 2014.
- Javier Echevarría Rodríguez, Prälat 1994–2016.
- Fernando Ocáriz Braña, Prälat seit 2017.

Papst Johannes Paul II. hat die Prälaten del Portillo (1990) und Echevarría (1994) zu Titularbischöfen der römisch-katholischen Kirche ernannt. Dagegen erhielt Ocáriz Braña, der unter Papst Franziskus im Januar 2017 Prälat des Opus Dei wurde, nicht mehr die Bischofswürde. Der Papst verfügte in seinem Motu proprio Ad charisma tuendum mit Wirkung ab dem 4. August 2022, dass „zum Schutz der besonderen Gabe des Geistes eine Leitungsform erforderlich ist, die mehr auf dem Charisma als auf hierarchischer Autorität beruht. Daher wird der Prälat nicht mit dem Bischofsamt geehrt.“

#### Regionen
Die zentrale römische Leitung der Personalprälatur gründet Regionen, die jeweils ein Land oder mehrere Länder umfassen. Zunächst ist die Zustimmung eines Diözesanbischofes für das Gebiet seiner Diözese erforderlich. In der Regel kommen weitere Diözesen hinzu. Leiter der Region sind der Regionalvikar und der Regionalsekretär, zwei Numerarier-Priester, die vom Prälaten in Rom berufen werden. Dem Regionalvikar steht die Regionalkommission aus männlichen Numerariern zur Seite. Die Region ist eine juristische Person, die beispielsweise in Deutschland öffentlich durch den „Opus Dei e. V.“ vertreten wird. Die Frauenabteilung wird ebenfalls vom Regionalvikar und Regionalsekretär – und zwar „immer nach den Vorstellungen des Prälaten“  – zusammen mit dem regionalen Beirat der Frauen geleitet. Ein Wirtschaftsrat  – mit einem wirtschaftlichen Beirat für die Frauenabteilung  – befindet über finanzielle Angelegenheiten der Region. Sein Leiter, der Regionaladministrator, wird vom Prälaten in Rom eingesetzt.
Bei der einfachen Zulassung (Admissio) gibt der/die Kandidat/in das ausgefüllte Formular „Academia-Residencia“, wie im Vademecum de los Consejos locales beschrieben, mit Angaben über seine/ihre Person und Familie ab. Es sei, wie 1992 berichtet wurde, Grundlage für die Personalkartei der Region, die ständig mit neuen, auch von anderen Personen über ihn/sie gemeldeten Daten angereichert werde. Daten würden auch mit Passfoto in die römische Zentrale weitergeleitet.
In den Regionen errichtet die Prälatur Opus Dei örtliche Zentren. Die Leitung setzt sich aus dem Direktor und einem Beirat zusammen. Die zölibatär lebenden Hilfsnumerarierinnen leisten die Hausarbeit auch in den männlichen Zentren, haben aber an einem von den Männern „streng abgesonderten Ort“ zu wohnen. Ihr Wohnsitz ist dann das entsprechende Zentrum für die Frauen. An jedem örtlichen Sitz des Opus Dei gibt es in der Regel zwei voneinander getrennte Zentren, eines für Männer und eines für Frauen.
Jene Mitglieder des Opus Dei, die nicht in einem Zentrum wohnen und im kleinen oder größeren Umfeld eines Zentrums ihren Wohnsitz haben, können jeweils einem der beiden Zentren zugewiesen werden und dort ihre Unterweisung erhalten.

### Disziplin und „Lebensplan“
Der „Geist des Opus Dei“ hat einen religiös-geistlichen und einen apostolisch-gesellschaftlichen Aspekt. Mitglied ist man – laut Opus Dei – durch „göttliche Berufung“. Die Organisation, die sich als eine „Familie“ und „zugleich eine Kampftruppe“ versteht, lebt „sehr bewußt die sogenannte ‚communio sanctorum‘, die ‚Gemeinschaft der Heiligen‘“. Die Mitglieder seien im Sinne des Apostels Paulus heilig. Escrivá erklärte: „Die Ebene der Heiligkeit, die der Herr von uns wünscht, ist durch diese drei Punkte bestimmt: heilige Unnachgiebigkeit, heiliger Zwang und heilige Unverschämtheit.“ Jedes Mitglied soll seine Berufsarbeit, sich selber und andere „heiligen“ (lat. sanctificare).

#### Religiöser Alltag
Die täglichen „Normen und Gewohnheiten“, mit deren Hilfe das Mitglied im Alltag seine „Berufung“ verwirklichen soll, sind in den päpstlichen Statuten grundsätzlich beschrieben und im so genannten „Lebensplan“ von der Leitung der Organisation in den Details gefasst. Der Tagesablauf ist für die Bewohnerinnen und Bewohner der Zentren klar genormt. Dazu gehören die tägliche Feier der Messe, dreimalige Gewissenserforschung, festgelegte Gebete wie der Rosenkranz, zweistündiges Schweigen am Mittag, monatlich ein „Klausurtag“ und jährliche Einkehrwochen. Die zölibatären Numerarier und Numerarierinnen sowie die Assoziierten tragen darüber hinaus am Werktag zwei Stunden lang einen kleinen dornenbespickten Bußgürtel, geißeln sich samstags „zur Abtötung des leiblichen Fleisches“ in der Länge und unter Absingen des lateinischen Marienliedes „Salve Regina (Sei gegrüßt, o Königin)“ und schlafen einmal wöchentlich auf dem Fußboden, sofern es ihrer Gesundheit nicht schadet. Sie führen keine persönlichen Konten und geben jeden Monat dem örtlichen Direktor Rechenschaft über Einnahmen und Ausgaben.
Wer außerhalb der Zentren lebt, soll möglichst viel aus dem „Lebensplan“ erfüllen. In den Zentren treffen sich die Mitglieder einmal in der Woche, um im so genannten „Kreis“ gegenseitig Rechenschaft über die Erfüllung des Lebensplans abzulegen. Zu den Vorschriften gehört, dass die Lektüre der Mitglieder genormt ist. Ein Index, der ständig überarbeitet wird, führt mehr als 1000 verbotene Bücher auf. Im „Vademecum für die Örtlichen Räte“ finden sich die entsprechenden Bestimmungen. Wer sich nicht an den Index hält, soll um Austritt aus dem Opus Dei ersuchen.
Ausführlich beschrieben wird in den genannten Schriften die Pflicht zur Geheimhaltung über die Namen anderer Mitglieder, interner Schriften und Kenntnisse aus dem Innenleben der Organisation. Zur Geheimhaltung sind auch die Diözesanpriester der Priestergesellschaft vom Heiligen Kreuz verpflichtet. Das Opus Dei kann nach einem Urteil des Schweizer Bundesgerichts in der Schweiz als Geheimorganisation bezeichnet werden.
Jedes Mitglied soll sich bemühen, neue Mitglieder für das Opus Dei zu werben. Dazu soll es mit „wenigstens mit 12 bis 15 Personen verkehren, und mit nicht weniger als fünf davon besonders intensiv“. Täglich soll dies ein Thema der persönlichen Gewissenserforschung sein. In jedem Zentrum wird eine Liste mit Namen und Daten für die Anwerbung neuer Mitglieder geführt.

### Finanzen
Das Vermögen von Opus Dei wurde 2005 in einem Artikel von Irish Independent auf etwa 2,8 Milliarden Euro geschätzt.
Bis 2017 war die spanische Bank Banco Popular ein wesentlicher Finanzier von Opus Dei.

## Neoliberalismus und Kritik an der katholischen Soziallehre
Mehrere Mitglieder und eine Universität des Opus Dei haben sich gegen die katholische Lehre zur sozialen Gerechtigkeit und der Bewahrung der Schöpfung gewandt und sich stattdessen für die Lehren des Neoliberalismus ausgesprochen. So arbeitet die Päpstliche Universität vom Heiligen Kreuz (PUSC), deren Großkanzler wie an allen Opus-Dei-Universitäten der jeweilige Prälat des Opus Dei ist, regelmäßig mit dem neoliberalen Think-Tank Acton Institute zusammen. In diesem Kontext wurden mehrere Konferenzen und „study days“ gemeinsam abgehalten.
Martin Rhonheimer, schweizerischer Opus-Dei-Priester, Professor an der PUSC und Mitbegründer des „Acton Kreises“, hat z. B. folgende Standpunkte publiziert: dass Arbeiter kein Recht auf einen existenzsichernden Lohn und erst recht nicht auf einen Familienlohn hätten; dass Menschen in Not kein Recht auf Umverteilung zu ihren Gunsten hätten – es gebe lediglich eine moralische Verpflichtung der Reichen, zu helfen; und dass der Großteil der Menschheit dem reichsten Prozent der Menschheit „Arbeit, Einkommen und Konsum“ verdanke. Diese Lehren widersprechen sowohl der Katholischen Soziallehre als auch der Allgemeinen Erklärung der Menschenrechte, denen zu Folge Arbeiter ein Recht auf einen Familienlohn haben, jeder Mensch ein Recht auf das Lebensnotwendige hat und die aktuelle Ungleichheit inakzeptabel und eine Quelle schwerwiegender Übel ist. Nach Rhonheimer ist es jedoch nicht Aufgabe der katholischen Kirche, eine Soziallehre aufzustellen, vielmehr sei der „Antikapitalismus“ der Katholischen Soziallehre „antisemitisch motiviert“ und von den Ansichten Werner Sombarts beeinflusst.
Ähnlich behauptet Martin Schlag, österreichischer Opus-Dei-Priester und ebenfalls Professor an der Päpstlichen Universität Santa Croce: „Allein die Wirtschaft – weder die Regierungen, noch globale politische Strukturen – kann das Problem der Armut auf nachhaltige Weise lösen.“ Die Katholische Kirche lehrt hingegen, dass politische Maßnahmen der Umverteilung sowie globale Governance für das Gemeinwohl nötig sind.
Die genannten ökonomischen Ansichten aus dem Opus Dei weisen Ähnlichkeiten mit dem hauptsächlich unter Protestanten verbreiteten Wohlstandsevangelium auf. Es existiert der Vorwurf, dass die Organisation eine katholische Version des Calvinismus vertrete. Der Prälat Fernando Ocáriz Braña widerspricht dem allerdings und gibt an, dass für die Organisation nicht der Erfolg der Arbeit, sondern das Bemühen um diesen als Dienst für andere entscheidend sei.
2014 hat die Päpstliche Universität Santa Croce in Zusammenarbeit mit dem „Acton Institute“ den Preis „Novak Award“ in der „Aula Álvaro del Portillo“ verliehen. Der Preisträger Oskari Juurikkala sprach sich für eine „liberale Utopie“ aus, in der es nur mehr freie Märkte und private karitative Tätigkeit, ohne staatliche Intervention, geben solle. „Vertragliche Zwangsklauseln zu Gunsten von Arbeitern“ wurden abgelehnt und zudem behauptet, es gebe ein „Recht, jemanden ohne unzulässige Einschränkungen durch einschlägige Interessensgruppen anzustellen“. Im Gegensatz dazu lehren die Katholische Kirche und die Allgemeine Erklärung der Menschenrechte, dass Arbeiter ein Recht auf einen gerechten Lohn haben, ebenso wie auf die Verteidigung ihrer Rechte durch Gewerkschaften.
2013, kurz nachdem Kardinal Gerhard Ludwig Müller zum Präfekten der vatikanischen Glaubenskongregation ernannt worden war, reagierte ein ranghohes Opus-Dei-Mitglied, der peruanische Kardinal Juan Luis Cipriani Thorne, mit Protest auf ein Buch, das Müller im Jahre 2004 mit dem peruanischen Befreiungstheologen Gustavo Gutierrez veröffentlicht hatte und in dem die spezielle Option der Kirche für die Armen verteidigt wurde. Cipriani hielt es für nötig, Müller daran zu erinnern, „die gesunde Lehre des katholischen Glaubens zu verteidigen“, ohne dabei jedoch zu erklären, in welchem Punkt das Buch von Müller und Gutierrez „gesunder katholischer Lehre“ widersprochen hätte.
In ähnlicher Weise stieß die katholische Lehre zur Bewahrung der Schöpfung und zum Kampf gegen die Klimakrise im Opus Dei auf Ablehnung: 2016 veranstalteten das Acton Institute und die Päpstliche Universität Santa Croce eine Konferenz, in der, dem Vatikanisten Sandro Magister zufolge, „Wirtschaftswissenschaftler und Gelehrte“ die vermeintliche „Unbegründetheit der umweltschützerischen Standpunkte der Laudato Si’“ – also Papst Franziskus’ Enzyklika über die Sorge für die Erde – „anprangerten“. Ein Bischof der vatikanischen Kurie, Marcelo Sanchez Sorondo, intervenierte und erinnerte die Teilnehmenden daran, dass die Enzyklika Laudato Si’ Teil des Lehramts der katholischen Kirche sei, dem man gehorchen müsse.
Martin Rhonheimer publizierte einen Artikel mit dem Titel „Hört nicht auf die Klimapopulisten“, womit Bewegungen wie Fridays for Future gemeint waren, und lehnt globale Klimapolitik als Teil „hoch ideologischer Agenden“ ab.
In ähnlicher Weise polemisierte der dem Opus Dei nahestehende Ettore Gotti Tedeschi, ehemals Präsident des Istituto per le Opere di Religione (IOR), gegen die „Kirche des universellen Umweltschützertums“ und äußerte die Befürchtung, es bestehe ein Risiko, dass die Amazonas-Synode im Sinne einer Veränderung von Lebensstilen, Produktions- und Konsumgewohnheiten interpretiert werden könnte. Die Katholische Kirche sieht eine solche Veränderung nicht als Risiko, sondern als dringende Notwendigkeit.
Stand 2020 besteht die enge Kooperation zwischen der römischen Opus-Dei-Universität und dem Acton Institute weiter: So ist etwa der dem Opus Dei verbundene Alejandro Chafuen, „international managing director“ des Acton Institute, und die Päpstliche Universität Santa Croce veranstaltet weiterhin Konferenzen mit dem Acton Institute.

## Verbreitung
Der Schwerpunkt des Opus Dei liegt in Spanien sowie im spanischen Sprachraum Lateinamerikas und in Italien.
Auf allen Kontinenten existieren Bildungs- und Sozialwerke, die von der Spiritualität des Opus Dei geprägt sind: Schulen, Berufsbildungszentren, Universitäten, Hilfswerke, Spitäler. In einigen von ihnen wurde Priestern des Opus Dei die Seelsorge übertragen. Die geistliche Fortbildung in den Zentren obliegt dem Opus Dei. Hier finden auch Einkehrveranstaltungen und Exerzitien statt.
Einzelne oder mehrere Mitglieder gemeinsam errichten auf Veranlassung des Opus Dei aus Spenden oder dem, was die Numerarier für die Gemeinschaft verdienen, eigene Ausbildungszentren, etwa für Landwirtschaft, Schulen, Studentenheime, Wirtschaftsschulen (zum Beispiel die IESE Business School in Barcelona), Kulturzentren und auch zwei Universitäten in Pamplona und Piura.

### Das Opus Dei in Spanien
Seit dem Ende des Spanischen Bürgerkriegs bemühte sich das Opus Dei um die Rekrutierung junger Intellektueller, zunächst hauptsächlich an den Universitäten Madrids und Barcelonas. Dort erhielt es Zulauf von Studenten aus dem katalanischen Bürgertum, die von der nationalistischen Falange abgestoßen waren. 1952 gründete es eine eigene Universität in Pamplona/Iruña (Navarra), deren Schwerpunkt auf weltzugewandten Fächern wie Medizin und Jura lag, in Barcelona baute es eine an der Harvard Business School orientierte Managementschule auf.

Die Absolventen der Wirtschaftsschule gelangten über das Nationale Industrie-Institut, eine Staatsholding, die an vielen Unternehmen Beteiligungen hielt, in Führungspositionen der Wirtschaft. 1956 wurde Laureano López Rodó Leiter des neugeschaffenen „Technischen Generalsekretariats im Amt des Regierungschefs“. In diesem Amt setzte er Wirtschaftskommissionen und Planungsinstanzen ein, die er konsequent mit Mitgliedern und Sympathisanten des Opus Dei besetzte. 1957 bildete Franco die Regierung um und wechselte 12 von 18 Ministern aus. Mariano Navarro Rubio und Alberto Ullastres, Mitglieder des Opus Dei, wurden Minister für Handel und Finanzen; Luis Carrero Blanco, dessen wichtigster Förderer, stieg zum Staatssekretär im Amt des Regierungschefs auf. Seit 1962 unterstand das gesamte Bankwesen der Bank von Spanien, die von Mariano Navarro Rubio geleitet wurde. Es wurde zu einer Domäne des Opus Dei, persönliche Kredite an seine Mitglieder und Firmen wurden die Regel. Dadurch gelang es ihm, Verlage, Zeitungen, Druckereien, Werbeagenturen, Radiostationen, Versicherungs-, Finanzierungs- und Investmentgesellschaften, eine Filmgesellschaft, Privatschulen und Studentenheime zu übernehmen. Das Opus Dei wurde zur „einflussreichsten kollaborationistischen Bewegung innerhalb der Kirche“.
Das Opus Dei hatte maßgeblichen Anteil am 1959 verabschiedeten Wirtschaftsstrukturgesetz, das als „Stabilisierungsplan“ bekannt wurde und eine kontrollierte wirtschaftliche Öffnung Spaniens unter Beibehaltung der franquistischen Diktatur zum Ziel hatte, und stellte sich geschickt als Urheber des Gesetzes dar.
- Nach den Konstitutionen des Opus Dei, die von 1950 bis 1982 galten, sind die Mitglieder gehalten, als Bestandteile einer Elite nach führenden Positionen zu streben: „Besondere Mittel des Apostolats der Institution sind die öffentlichen Ämter, insbesondere solche, die eine Führungstätigkeit verlangen. Um dies zu erreichen, ist es notwendig, dass sich die Unsrigen in ihren Berufen als Autorität hervortun und sich unermüdlich um den Erwerb einer wissenschaftlichen Ausbildung bemühen.“[209]
- Einer der 999 Sprüche aus El Camino (dt.: „Der Weg“), der programmatischen Schrift Escrivá de Balaguers, lautet: „Du – ein Dutzendmensch werden? Zum großen Haufen gehören? Du bist zum Führer geboren!“[210]

Ziel des Opus Dei war eine „konservative Modernisierung“ Spaniens: Notwendige Reformen sollten sich auf den wirtschaftlichen Sektor beschränken, um die politischen Verhältnisse des Franquismus beibehalten zu können. Kritiker bezeichneten es aufgrund seines Einflusses und seiner Diskretion als „heilige Mafia“. Nach 1965 verstärkte das Opus Dei seinen Zugriff auf die Hochschulen, an denen die Unruhe zunahm. Es drängte nun auch auf ein Verbot der Gewerkschaft CCOO, das 1967 erfolgte. 1969 waren mehrere Mitglieder in einen Finanzskandal um das Unternehmen MATESA, eine Textilmaschinenfabrik in Pamplona/Iruña, verwickelt, das Opus-Dei-Mitglied Juan Vilá Reyes wurde inhaftiert. Bei der folgenden Regierungsumbildung nahm dessen Einfluss jedoch weiter zu; weil elf von 18 Ministern Mitglieder oder Sympathisanten des Opus Dei waren, sprach man von einer „einfarbigen Regierung“. Im Dezember 1973 wurde Carrero Blanco, der inzwischen von Franco zum Regierungschef und Nachfolger ernannt worden war, bei einem Attentat der ETA ermordet. Die anschließende Entlassung des Opus-Dei-Vertreters López Rodó aus dem Kabinett galt als Eingeständnis, dass die Politik der Opus-Dei-Minister, politische Demokratisierung durch wirtschaftliche Reformen zu ersetzen, gescheitert war, und als gutes Vorzeichen für eine politische Lockerung, weil das Opus Dei in den letzten Franco-Jahren die Repression gegen Arbeiter, Studenten und regionale Opposition verstärkte, was aber seinen ursprünglichen Zielen zuwiderlief: Die Repression führte zu mehr Politisierung.
In der Ära nach Franco waren Mitglieder des Opus Dei an führenden Stellen in der spanischen Politik aktiv. Die Umweltministerin der 1996 gewählten Partido-Popular-Regierung, Isabel Tocino, sowie deren Verteidigungsminister Federico Trillo, aber auch ein Abgeordneter der baskischen Regionalpartei Eusko Alkartasuna im baskischen Parlament sind Mitglieder des Opus Dei. Im Kabinett von José Maria Aznar von 2000 und teils noch im Kabinett von Mariano Rajoy galten bzw. gelten ferner die Minister Juan José Lucas (zeitweise auch Senatspräsident), Cristóbal Montoro, José-Maria de Michavila, Margarita Mariscal de Gante und Romay Beccaría als Opus-Dei-Mitglieder. Eng ausgeprägt ist auch die personelle Verflechtung mit der drittgrößten spanischen Bank, dem Banco Popular Español (BPE).

### Das Opus Dei in Deutschland
In Deutschland ist Opus Dei als Opus Dei e. V. in Köln registriert. Das Opus Dei zählt etwa 600 Mitglieder in Deutschland,
Dazu gehörte auch der Journalist, Publizist und Buchautor Jürgen Liminski.
Im Jahre 1952 kamen die ersten drei Mitglieder des Opus Dei nach Deutschland: Der Diplomingenieur und 1951 zum Priester geweihte Alfons Par (1922–2002), der Diplomkaufmann Fernando Echeverría (1924–2015) und der Philosoph Fernando Inciarte (1929–2000), der später Ordinarius in Münster war. Eine erste Niederlassung eröffneten sie 1953 an der Adenauerallee in Bonn, die später als Studentenheim Althaus wegen Vorwürfen der missbräuchlichen Machtausübung bekannt wurde (s. u.). Ab 1956 verlagerte sich der Schwerpunkt nach Köln, wo in den 60er Jahren die ersten Studentenheime des Opus Dei in Deutschland eröffnet wurden. Heute befindet sich in Köln auch die Regionalleitung der Prälatur in Deutschland.
Zuvor hatte der Kölner Erzbischof Josef Kardinal Frings erklärt, dass er sich freue, wenn das Opus Dei im Erzbistum Köln arbeiten würde. Die Pfarrei St. Pantaleon in Köln wurde 1987 vom damaligen Kölner Erzbischof, Joseph Kardinal Höffner, dem Opus Dei übergeben. Sein Nachfolger, Kardinal Joachim Meisner, erklärte 2002: „[…] ist unser Dom fast eine Escrivá-Gedenkstätte. Und ich bin meinen Vorgängern, Joseph Kardinal Frings und Joseph Kardinal Höffner, von Herzen dankbar, dass sie die damals hier ausgestreute Saat dann auch in unsere Erzdiözese Köln eingebracht haben, indem das Opus Dei, das Werk Escrivás, bei uns Fuß fassen konnte. Seine Gefährten und Gefährtinnen sind aus dem Leben und Wirken unserer Erzdiözese und unseres Vaterlandes heute nicht mehr wegzudenken.“
Auch personell ist das Erzbistum Köln mit dem Opus Dei verbunden. Das Opus-Dei-Mitglied Stephan Georg Schmidt (1962–2013) wurde 2006 von Kardinal Meisner und seinem Generalvikar Dominik Schwaderlapp, der dem Opus Dei nahe steht und dort auch öffentlich in Erscheinung tritt, zum Pressesprecher des Erzbistums Köln ernannt. Der prominenteste deutsche Kleriker, der an der Opus-Dei-Universität, der Päpstlichen Universität vom Heiligen Kreuz in Rom, seinen Doktortitel erworben hat, ist Meisners Nachfolger als Kölner Erzbischof, Kardinal Rainer Maria Woelki. 2018 hat er Markus Hofmann, ein Mitglied der Priesterlichen Gesellschaft vom Heiligen Kreuz des Opus Dei, zum Generalvikar des Erzbistums und damit zu seinem persönlichen Stellvertreter ernannt; Hofmann trat zum 1. Juli 2022 von diesem Amt zurück.
Das Opus Dei betreibt Einrichtungen für Jugendliche, Studierende, Auszubildende und Institutionen der Erwachsenenbildung an verschiedenen Standorten in Deutschland.

### Das Opus Dei in Österreich
Die Arbeit des Opus Dei in Österreich begann 1957 in Wien. Später folgten Zentren des Werkes in Graz (1968), Salzburg (1983), in Markt Piesting ein Tagungshaus (1984), sowie Innsbruck (1987), Dornbirn und Linz (1999).
Von der Regionalleitung Österreich aus wird auch die apostolische Arbeit in Ungarn (Budapest seit 1992) und in Rumänien (Bukarest seit 2009) betreut. Der Prälatur in Österreich gehörten 2018 rund 400 Mitglieder an. Sitz der Regionalleitung ist Wien.

### Das Opus Dei in der Schweiz
Die Arbeit des Opus Dei in der Schweiz begann 1956 in Zürich. Weitere Zentren entstanden sodann in Freiburg i. Ue. (1966), Genf (1975), Lausanne (1991) und Lugano (1997). Für die Bildungsarbeit steht ihr das Tagungshaus in den Schweizer Alpen „Tschudiwiese“ in Flumserberg Tannenheim zur Verfügung.
Der Prälatur gehörten 2018 ca. 300 Mitglieder an. Die Regionalleitung hat ihren Sitz in Zürich.

### Assoziierte Organisationen und Institutionen (Auswahl)
Nach eigenen Angaben sind mit dem Opus Dei unter anderem eng verbunden:
- Päpstliche Universität vom Heiligen Kreuz in Rom (italienisch Pontificia Università della Santa Croce)
- Universität von Navarra in Pamplona (spanisch: Universidad de Navarra)

## Kritik
Kritiker betonen die sehr konservative politische Ausrichtung des Opus Dei, ebenso Geheimniskrämerei, undurchsichtiges Finanzgebaren und extreme Praktiken der Selbstkasteiung. Michael Schmidt-Salomon sieht ein „Demokratiegefährdungspotential“. In der innerkatholischen Kritik nannte schon in den 1960er Jahren der schweizerische Theologe Hans Urs von Balthasar das Opus Dei die „stärkste integralistische Machtballung“, die es heutzutage in der katholischen Kirche gebe. Deshalb warf ihm 1986 das deutsche Opus Dei „einen nicht widerrufenen, offenbar hartnäckigen Irrtum“ vor. Für den ehemaligen Regensburger katholischen Dogmatikprofessor Wolfgang Beinert, einen langjährigen Weggefährten Joseph Ratzingers, des späteren Papstes Benedikt XVI., verkörpert die Personalprälatur Opus Dei „in sehr reiner Form den Typus des [katholischen] ‚rationalen‘ Fundamentalismus“.

### Selbstgeißelungen und andere Bußübungen

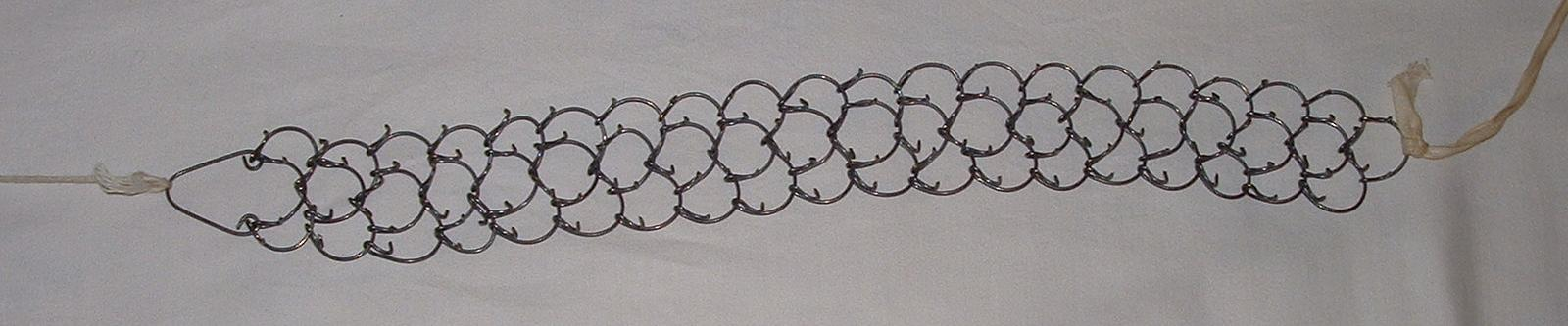
Cilicium – Bußgürtel

Numerarier und Assoziierte tragen – entsprechend einer Anweisung in der internen Schrift „De spiritu et de piis servandis consuetudinibus“ (Nr. 125) – täglich außer an Sonn- und Feiertagen zwei Stunden einen schmerzhaften Bußgürtel (Cilicium) und führen wöchentliche Kasteiungen mit einer 5-schwänzigen Handgeißel aus verknoteten Seilen durch. So sollen sie „den Körper züchtigen und disziplinieren“. Von Kritikern wird zum Teil auch mit theologischen Argumenten bestritten, dass die im Opus Dei gepredigte „Verherrlichung von Schmerz“ mit christlichen Ideen zu vereinbaren sei. Dabei wird darauf hingewiesen, dass der Gründer in seinem Hauptwerk Der Weg etwa predige, der Schmerz sei heilig und der Schmerz adle.
Das Opus Dei bestreitet die Existenz körperlicher Buße in seiner Organisation nicht. Es führe in milder Form eine Askese weiter, die von Paulus über unzählige Heilige wie Thomas Morus oder Dominikus bis in unsere Zeit wie Papst Paul VI., Hans Urs von Balthasar, Oscar Romero, Pater Pio und Mutter Teresa hineinreiche und auch in den anderen Religionen bekannt sei. Körperliche Buße wird verstanden als Teilhabe am Erlösungswerk Jesu, als Mittel, um das Gute auch dann tun zu können, wenn es schwerfällt, und als ein Weg der Aufopferung und Abtötung. Wie ehemals und teilweise heute noch in religiösen Orden betreffen die erwähnten Bußmethoden nur zölibatär Lebende. Für die nicht-zölibatären Supernumerarier sind allein Selbstüberwindungen in kleinen Dingen des Alltags maßgeblich.

### Machtmissbrauch und Ausbeutung
Immer wieder gibt es Vorwürfe der missbräuchlichen Machtausübung insbesondere in Jugendeinrichtungen und gegenüber Frauen. Ziel der Jugendeinrichtungen – wie beispielsweise des Bonner Studentenheims Althaus – scheint es zu sein, die Mitglieder in Abhängigkeit vom Opus Dei zu bringen, wozu die ständige Kontrolle (einschließlich ihrer Post) ebenso beiträgt wie die gezielte Separierung von ihren Familien. 2024 berichtete die Financial Times, dass Dutzende ehemalige Mitglieder der Gemeinschaft vorwerfen, Kinder zu rekrutieren. Dabei wurde auch von Ermutigungen zu „körperlicher Kasteiung“ bei Minderjährigen berichtet. Opus Dei weist diese Vorwürfe unter Hinweis auf seine Statuten zurück, wonach das Mindestalter für Mitglieder 18 Jahre betrage und „Juniorkandidaten“ ab 14 Jahren nur mit Zustimmung der Eltern aufgenommen würden.
Daneben wird Opus Dei auch finanzielle Ausbeutung vorgeworfen. Das mit der Mitgliedschaft verbundene Armutsgelübde bringt Opus Dei den finanziellen Vorteil, dass ihm – insbesondere nach erfolgreicher Separierung von der Familie – vielfach das Mitgliedsvermögen übertragen wird. Vorwürfe wegen finanzieller Ausbeutung haben 43 Schwestern in Argentinien 2022 aufgrund rechtswidriger Arbeitsbedingungen erhoben, die nun offiziell aufgeklärt werden sollen.
Eine vom Opus Dei e. V. sowie der Deutschen Region der Personalprälatur und ihrem Prälaten angestrengte Klage gegen die Vereinigung „Gutmenschen.org“ wurde vom Oberlandesgericht Köln im April 2022 rechtskräftig abgewiesen. Die Vereinigung hatte in Anzeigen behauptet, dass das Opus Dei zwischen 1950 und Ende der 1980er Jahre in Spanien 300.000 Babys entführen lassen habe und nicht bereit sei, Entschädigungen zur Wiedergutmachung zu zahlen. Da sich diese Vorwürfe allein auf das Wirken von Opus Dei in Spanien bezogen, sah das Oberlandesgericht den sozialen Geltungsanspruch der deutschen „Untergliederung“ hierdurch nicht betroffen. Das Gericht wies aber in einem obiter dictum darauf hin, dass die beklagte Vereinigung keinerlei Belege für die Aussagen beibringen können habe.

### Zur politischen Ausrichtung

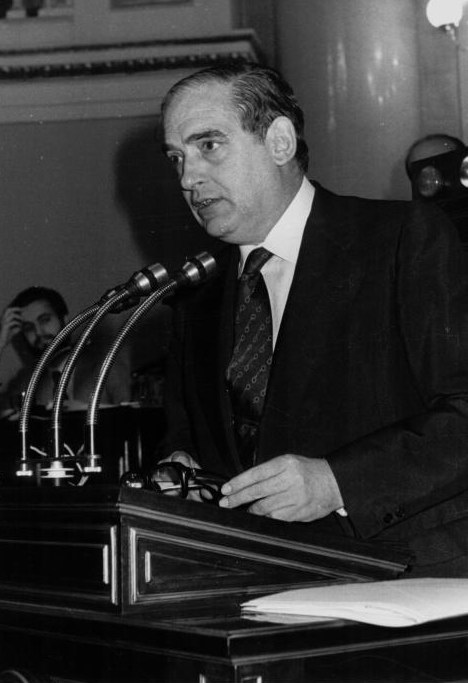
Antonio Fontán, spanischer Journalist und Mitglied des Opus Dei, der um Pressefreiheit und Demokratie unter Franco kämpfte und durch das Regime wiederholt verfolgt wurde. Fontán wurde später der erste Senatspräsident von Spaniens Demokratie.

Das Opus Dei wird als sehr konservativ und bisweilen als politisch rechtsgerichtet eingestuft. Diese seit Ende der 1960er Jahre verbreitete Einschätzung beruft sich darauf, dass verschiedene Mitglieder des Opus Dei im Franco-Regime mitarbeiteten (s. Abschnitt Das Opus Dei in Spanien). In Peru unterstützte das Opus Dei den Präsidenten Fujimori sowie die Kandidatin des konservativen Bündnisses Unidad Nacional, Lourdes Flores, bei den Präsidentschaftswahlen 2006, in der Führung des Bündnisses war es auch personell vertreten. Auch soll das Opus Dei mit dem chilenischen Diktator Augusto Pinochet verbunden gewesen sein, unter dem es starken Aufwind erfuhr. Der Organisation wird ein großer Einfluss auf den Entwurf der chilenischen Verfassung von 1980 nachgesagt. Jürgen Roth und Berndt Ender vermuteten 1984 in ihrem Buch Dunkelmänner der Macht eine Beteiligung von Opus Dei an Waffengeschäften, der Verbreitung antikommunistischer Ideologie und reaktionärem Widerstand gegen die Regierung Allende. Sie erhielten Unterlassungsaufforderungen, in denen sich das Opus Dei gerichtlich ebenso durchsetzte wie teilweise in einem Prozess gegen einen Beitrag Roths über das Opus Dei und den Waffenhandel für das ARD-Fernsehmagazin Monitor (WDR).
Hans Küng nennt Opus Dei eine „faschistoid-katholische Geheimorganisation mit sektenähnlichen Zügen“, die sich besonders unter den Mächtigen in Politik, Bank- und Geschäftswelt, in Publizistik und Universitäten sowie der Kurie breit mache. Opus Dei wolle das Zweite Vatikanische Konzil vergessen machen und setze sich für eine römisch-katholische Restauration ein, übe Sexualverachtung und schätze Frauen gering. Escrivá habe die durchs Vaticanum II angeblich verschmutzte Kirche reinigen und zur „Tradition“ zurückführen wollen.
Kritiker bemängeln, Escrivás Buch Der Weg übe direkte Kritik an den Ideen der Aufklärung und predige blinden Gehorsam gegenüber vorgesetzten Leitern. Die Organisation führe außerdem eine inoffizielle Version des Index der verbotenen Bücher weiter, dessen Abschaffung die zuständige Kongregation 1966 offiziell bestätigte, und übe sogar Zensur von Büchern. Das widerspreche den Prinzipien moderner westlicher Gesellschaften.

### Einflussnahmen
Nach Angaben des Journalisten Peter Hertel hat das Opus Dei im Vorfeld der Wahl des Papstes Benedikt XVI. die Glaubenstreue von Kardinälen innerhalb der katholischen Kirche benotet, um gezielt Einfluss im kirchlichen Bereich nehmen zu können.

### Entgegnungen auf die Kritik
Bekannt ist, dass Escrivá mehrfach mit Franco zusammentraf. Beim ersten Treffen, das Anfang der 1940er Jahre auf Veranlassung des Erzbischofs von Madrid stattfand, gab er dem Ehepaar Franco religiöse Besinnungstage. Der spanische Opus-Dei-Numerarier Andrés Vázquez de Prada berichtet in seiner Escrivá-Biographie (siehe Literaturverzeichnis), Escrivá habe diese Gelegenheit genutzt, um Franco deutlich ins Gewissen zu reden und ihn an das göttliche Gericht zu erinnern.
Die Kritik am Opus Dei wurde u. a. von Jürgen Steinle hinterfragt. Er führt an, dass der Vorwurf, das Opus Dei strebe nach Macht, von falangistischer Seite zuerst erhoben worden sei. Als Franco in den 1950er-Jahren die spanische Wirtschaft modernisieren wollte, holte er Technokraten in sein Kabinett – unter anderem solche, die Mitglied des Opus Dei waren – und drängte die traditionalistische Falange ins Abseits. Steinle zitiert Walther L. Bernecker: „Wo immer möglich, versuchten sie ihre Positionen zu halten und den Einfluss des Opus Dei wieder zurückzudrängen. […] Dem Opus Dei wurde vereinzelt Ähnlichkeit mit dem Freimaurertum vorgeworfen, das Gotteswerk mit einem vielarmigen, geheim operierenden Oktopus verglichen, der ganz Spanien umspanne.“ Diese von den Gegnern der franquistischen Modernisierungspolitik in die Welt gesetzte Auffassung habe nach Meinung Steinles bis heute Bestand.

## Verschwörungstheorien
Das Opus Dei ist Gegenstand verschiedener, sich zum Teil gegenseitig ausschließender Verschwörungstheorien, die vor allem im Internet verbreitet werden. Darin wird der Organisation unterstellt, sie strebe die Herrschaft über die Kirche oder die ganze Welt an. Von rechtsextremer Seite wird dabei kolportiert, sie sei in Wahrheit eine jüdische Organisation („Opus Judei“), Escrivá sei jüdischer Herkunft gewesen. Linke Kritiker unterstellen dem Opus Dei im Gegenteil, es würde Antisemitismus und Holocaustleugnung verbreiten. Die Verschwörungstheorien um das Opus Dei sind geprägt von anti-großkirchlichen Haltungsweisen und finden sich auch in zeitgenössischer Literatur wieder. Vereinzelte Anhänger solcher Theorien wollen in Dan Browns Verschwörungsthriller Sakrileg (The Da Vinci Code) sogar einen Tatsachenbericht sehen. In dessen Buch begeht ein Mitglied des Opus Dei mehrere Morde, um an geheime Informationen zu kommen. Der deutsche evangelische Theologe Matthias Klinghardt kritisierte in einem Interview mit der Tageszeitung Welt die Anhänger solcher Verschwörungstheorien um das Opus Dei, diese seien „Halb-Gebildete unter den Verächtern der Religion“.